# José Santos Iztueta Mendizábal
José Ramón Santos Iztueta Mendizábal CP (* 3. April 1929 aus Donostia-San Sebastián, Gipuzkoa, Spanien; † 27. August 2007) war Prälat der Territorialprälatur Moyobamba.

## Leben
Iztueta Mendizábal trat der Ordensgemeinschaft der Passionisten (CP) bei und empfing die Priesterweihe am 25. April 1951. Er war Provinzial des Ordens in Spanien von 1973 bis 1977 und 1994 bis 1998; von 1976 bis 1988 war er Generalvertreter der Passionisten in Rom.
1998 wurde er von Johannes Paul II. zum Koadjutorprälaten der Territorialprälatur Moyobamba in Peru ernannt, einer 1948 erfolgten Ausgliederung aus dem Bistum Chachapoyas. Die Bischofsweihe erteilte ihm am 3. Juli 1998 Ángel Kardinal Suquía Goicoechea. Am 9. Juni 2000 wurde er als Nachfolger von Venancio Celestino Orbe Uriarte zum Prälaten ernannt. 2007 wurde seinem Rücktrittsgesuch von Benedikt XVI. stattgegeben; sein Nachfolger ist Rafael Alfonso Escudero López-Brea.